# Chironomus anonymus
Chironomus anonymus är en tvåvingeart som beskrevs av Samuel Wendell Williston  1896. Chironomus anonymus ingår i släktet Chironomus och familjen fjädermyggor. Inga underarter finns listade i Catalogue of Life.